# Affekt
Affekt är en sinnesrörelse, i vissa tolkningar innebär det en kraftig sinnesrörelse Inom psykologi och psykiatri används ordet om upplevelsen av en känsla. 
Affekt kan vara positiv eller negativ, och av olika slag: nyanserande, begränsande, avtrubbade, inadekvata, labila och flacka. 
Den är ett kortvarigt förlopp inom känslolivet, vilket karakteriseras av att känslor får uttryck genom beteendet. Delvis anses det att det är karakteristiskt att en eller flera känslor stegras till en abnorm styrka och även rubbningar framkallas inom de kroppsliga funktionerna; det råder dock ingen enighet om huruvida det behövs en stark eller till och med abnorm stegring av känslor för att uppfylla kriterierna för begreppsdefinitionen. Tidigare var begreppet vanligare inom psykiatrin, medan det inom psykologi beskrevs med ordet emotion.  